# Hell is Us
Hell Is Us é um futuro jogo de ação e aventura desenvolvido pela Rogue Factor e publicado pela Nacon. O lançamento está previsto para PlayStation 5, Windows e Xbox Series X/S em 4 de setembro de 2025.

## Jogabilidade
Hell Is Us é um videogame de ação e aventura jogado em uma perspectiva de terceira pessoa. No jogo, o jogador assume o controle de um soldado chamado Rémi e luta contra seres sobrenaturais chamados "Hollow Walkers". Os jogadores podem combater essas criaturas usando uma variedade de armas brancas, como espadas, armas de haste e machados, cada uma com seu próprio estilo de ataque e velocidade. Rémi também é equipado com um drone que pode ser usado para distrair criaturas hostis. Os jogadores precisam gerenciar a saúde e a resistência de Rémi. A resistência se regenerará gradualmente, mas a saúde não, embora a resistência máxima de Rémi em um determinado momento seja limitada por seu nível de saúde atual. Lutar em um estado exausto significa que o personagem do jogador ataca mais fracamente e fica mais vulnerável.
Hadea foi descrito pela equipe como um "mundo semiaberto", e o jogo desafia os jogadores a reunir pistas para encontrar os pais de Rémi. O jogo dispensa recursos comumente encontrados em outros jogos, como pontos de referência, registros de missões e marcadores de mapa. Os jogadores devem ouvir as conversas de Rémi com personagens não jogáveis para descobrir a localização de seus objetivos.

## Premissa
Um soldado da paz das Nações Unidas chamado Rémi se ausenta sem permissão e se aventura no país devastado pela guerra de Hadea para encontrar seus pais, apenas para descobrir que a região está infestada de seres sobrenaturais após um evento misterioso chamado "Calamidade".

## Desenvolvimento
O jogo está atualmente sendo desenvolvido pela Rogue Factor, o estúdio por trás de Mordheim: City of the Damned. O projeto foi liderado por Jonathan Jacques-Belletete, o diretor de arte de Deus Ex: Human Revolution e sua sequência, Deus Ex: Mankind Divided. De acordo com Jacques-Belletête, o jogo foi inspirado no filme Aniquilação de 2018 e na Trilogia Southern Reach de Jeff VanderMeer. O jogo adotou um head-up display minimalista, pois o estúdio foi influenciado por jogos lançados na década de 1990 e queria criar uma experiência imersiva na qual os jogadores recebem informações de forma "orgânica". Jacques-Belletete comparou o sistema de combate aos comumente encontrados em jogos hack and slash, um que não é nem muito fácil nem difícil.
Hell Is Us foi anunciado pela primeira vez pela editora Nacon em abril de 2022 e estava programado para ser lançado em 2023. O jogo ressurgiu em setembro de 2024 durante o evento de transmissão ao vivo State of Play da Sony e está programado para ser lançado em 4 de setembro de 2025 para PlayStation 5, Windows e Xbox Series X/S.